# 토마스 자구아리비 베디넬리
토마스 자구아리비 베디넬리(포르투갈어: Thomás Jaguaribe Bedinelli, 1993년 2월 24일~)는 브라질의 축구 선수이다. 포지션은 공격수이다. 현재 샤페코엔시 소속이다.